# Mirebel
Mirebel là một xã trong vùng hành chính Franche-Comté, thuộc tỉnh Jura, quận Lons-le-Saunier, tổng Conliège. Tọa độ địa lý của xã là 46° 41' vĩ độ bắc, 05° 43' kinh độ đông. Mirebel nằm trên độ cao trung bình là 575 mét trên mực nước biển, có điểm thấp nhất là 460 mét và điểm cao nhất là 750 mét. Xã có diện tích 16.63 km², dân số vào thời điểm 1999 là 202 người; mật độ dân số là 12 người/km².

## Thông tin nhân khẩu
| 1962 | 1968 | 1975 | 1982 | 1990 | 1999 |
| ---- | ---- | ---- | ---- | ---- | ---- |
| 167  | 224  | 197  | 193  | 185  | 202  |

## Địa điểm tham quan
Nhà thờ giáo khu Saint-André được xây trong thế kỉ thứ 13 và được cải tạo trong thế kỉ thứ 17.